# 青い宇宙のルナ
『青い宇宙のルナ』（あおいうちゅうのルナ）は、あさぎり夕による日本の漫画作品、およびそれを表題作とした漫画短編集。
『なかよし』（講談社）1978年8月増刊号に掲載された。単行本は同社の講談社コミックスなかよしより刊行。作者初の単行本の表題作になった。発表当時、本作より後に公開されたアニメ映画と本作のラストシーンが似ているとアニメマニアに非難されたため、著者は本作にあまりいい印象が無いとKCデラックス版のあとがきで語っている。

## 書誌情報
- あさぎり夕 『青い宇宙のルナ』 講談社〈講談社コミックスなかよし〉、1979年1月15日第1刷発行、ISBN 4-06-108319-8
  - 同時収録：「黒いけもの」「魔法の国は危険がいっぱい」「絵本の中のジョゼ」「ちょっぴり危険なラブ講座」「放課後のララバイ」
- あさぎり夕 『青い宇宙のルナ』 KCデラックス（KCDX） 1999年3月9日第1刷発行、ISBN 4-06-334043-0
  - 同時収録：「サラマンダー」「妖精組曲　銀の森の伝説」「白い影のリーナ」「黒いけもの」